# ユーリー・フィガトネル
ユーリー・ペトロヴィチ・フィガトネル（ロシア語: Юрий Петрович Фигатнер、1889年 - 1937年9月20日）、本名ヤーコフ・イサーコヴィチ・フィガトネル (Яков Исаакович Фигатнер) は、ロシアの革命家・ソビエト連邦の政治家。

## 生涯
1889年、ロシア帝国ヘルソン県オデッサでユダヤ人の職人の子として生まれた。機械技師として働き、1903年にボリシェヴィキに入党し、ロシア第一革命にも参加したがワルシャワで逮捕され、1906年に国外へ移住した。パリとリエージュでも現地のボリシェヴィキ組織に加わり、1909年にはウラジーミル・レーニンのグループに学んだ。その後はモスクワへ送られ、党モスクワ委員会の秘書に就いた。しかし同年秋に逮捕され、1911年に7年の重労働刑を宣告され、ブトゥイルカ監獄に収監された。獄中ではフェリックス・ジェルジンスキー、ヤン・ルズターク、エメリヤン・ヤロスラフスキーらと知り合い、二月革命の発生によって釈放された。
釈放後は党モスクワ委の煽動・宣伝部門で働き、キスロヴォツク・ソビエト議長や党キスロヴォツク委書記としても、セルゲイ・キーロフ、セルゴ・オルジョニキゼ、サムイル・ブアチゼらとともに北カフカースの共産化に従事。十月革命から1920年5月までは党カフカース地方委メンバーを務め、1918年3月から翌1919年1月まではテレク人民ソビエト共和国内務人民委員も務めた。翌月に白軍がウラジカフカスを占領すると南カフカースに逃れ、地下活動に従事するも、チフリスではメンシェヴィキに、バクーではミュサヴァト党に逮捕されている。翌1920年8月から翌1921年4月にかけてクバーニ・黒海州労組会議議長やカフカース労働軍革命軍事会議メンバー、党中央委カフカース局 (en) 書記、全ロシア労組中央会議カフカース局議長などを務め、1922年1月から1924年12月までは党中央委シベリア局およびシベリア革命委 (ru) メンバー、全露労組中央会議シベリア局議長を務めた。1924年から1929年までは公務員労働会議労組中央委議長および全連邦労組中央会議幹部会メンバーでもあった。
1925年12月から1934年1月までは党中央統制委 (ru) メンバー、うち1927年12月から1930年6月までは同委幹部会メンバーを務め、また1930年2月から1932年までソビエト連邦国民経済最高会議幹部会メンバーおよび監査長を務める。第14回 (ru) から第17回までの党大会にも出席し、全露中央執行委および連邦中執委のメンバーにも選出されている。1929年には連邦科学アカデミーに対する政府委員会の長に就任し、多数の科学者の粛清に関与した。1932年から1934年までは連邦重工業人民委員部 (ru) 員、1936年8月から翌1937年5月までは林業人民委員部北部地区伐採管理・林業生産・筏輸送部部長も務めた。
しかし、同月29日に逮捕され、テロ活動を理由に連邦最高裁軍事参議会によって1937年9月20日に死刑を宣告され、同日銃殺された。その後は新ドン墓地に葬られていたが、1955年12月に名誉回復がなされた。